# Herring buss
Pour les articles homonymes, voir Buss.

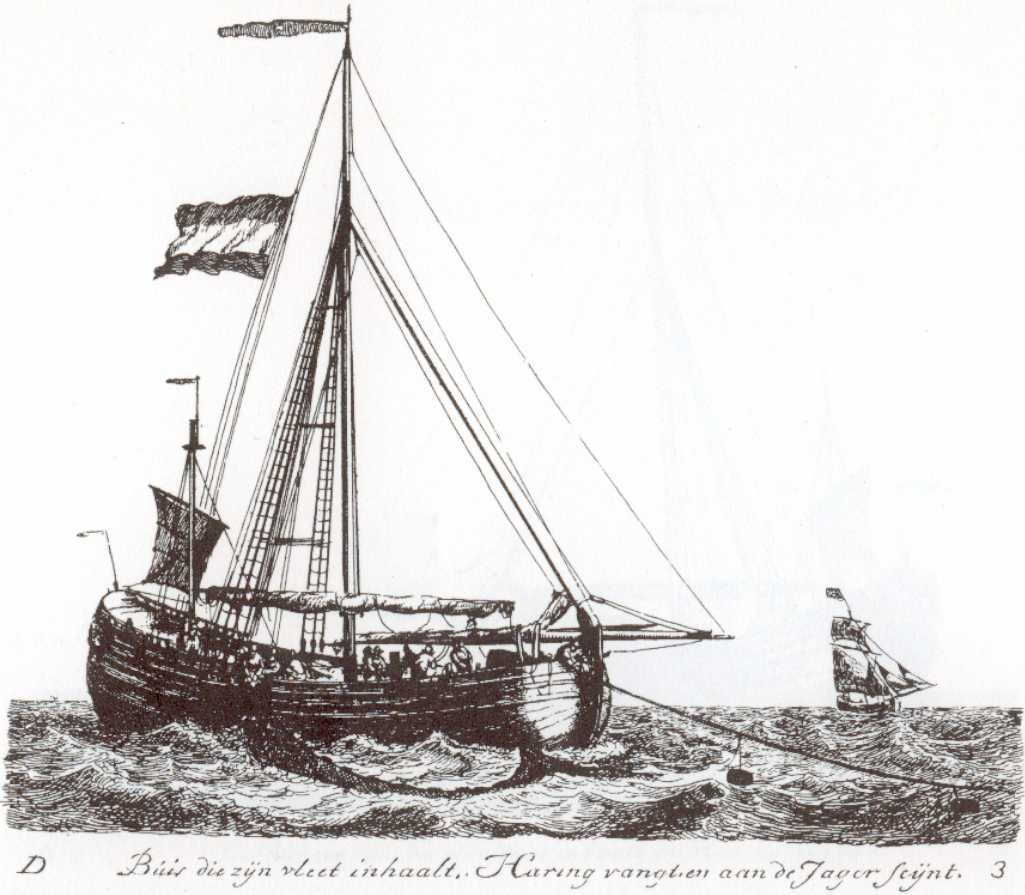
Herring buss relevant son filet dérivant.

Un herring buss (du néerlandais Haringbuis) est un type de voilier de pêche en haute mer, généralement à deux mâts : le mât d'artimon portant une voile à corne et grand-mât portant deux voiles carrées ; il pouvait plus rarement avoir un troisième mât.  
Ce type de navire a principalement été utilisé par les pêcheurs de hareng néerlandais et flamands du 15e au début du 19e siècle, pêchant en flottille, protégés par des navires de guerre. Les poissons étaient préparés et salés à bord, permettant des campagnes en mer plus longue et plus rentables. Des navires, appelés ventjagers, effectuaient parfois des rotations pour ramener à terre les tonneaux de poissons salés, pendant que les herring buss continuaient leur pêche en mer. Il y a avait 3 à 4 campagnes par an, et entre deux missions de pêche, les bateaux étaient utilisés comme cargo, ce mode bimodal contribuant à augmenter les revenus des armateurs. 

## Historique

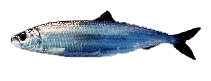
Hareng de l'Atlantique.

Ce type de navire a une longue histoire. Il était déjà connu à l'époque des croisades en Méditerranée en tant que cargo (appelé buzza, bucia ou bucius ) résultant, aux environs de l'an 1000 apr. J.-C., d'un développement plus robuste du chaland viking en Scandinavie, appelé bǘza, qui a donné buis chez les flamands qui ont poursuivi le développement de ce type de navire à partir des modèles scandinaves. 
Le buis a d'abord été adapté pour être utilisé comme navire de pêche aux Pays-Bas, après que l'invention du salage du hareng ait permis de le conserver en mer. Cela permettait des voyages plus longs et plus rentables et permettait donc aux pêcheurs néerlandais de suivre les bancs de harengs loin des côtes. Le premier herring buus a probablement été construit à Hoorn vers 1415. Le dernier a été construit à Vlaardingen en 1841. 

## Description

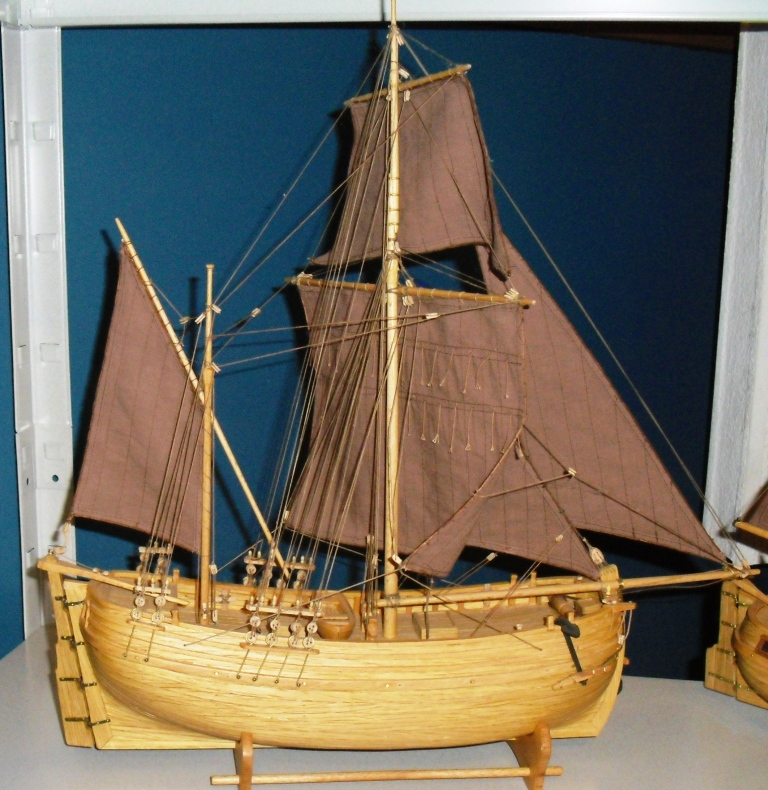
Maquette d'un herring buss.

Herring buss en pêche, on remarque que les mâts et voiles sont démontés à l'exception du mât artimon.

Ce type de bateau, en bois, mesurait environ 20 mètres avec un déplacement de 60 à 100 tonnes. C'était un bateau ventru, pour permettre un stockage important, le rapport longueur / largeur était compris entre 2,5:1 et 4,5:1 pour optimiser les capacités de stockage, la maniabilité et la stabilité. C'était un bateau à quille arrondie avec une proue et une poupe arrondies. Le large pont permettait de traiter les captures à bord.  
Le navire avait deux mâts, plus rarement trois mâts. Le mât principal et le mât de tête (le cas échéant) peuvent être abaissés pendant la pêche, ne laissant que le mât d'artimon dressé.  
Le mât d'artimon ne portait qu'une voile à corne. Le grand-mât avait un gréement carré (deux voiles généralement : grand-voile et hunier pouvant être réduite par une prise de ris). 
Le bateau avait un beaupré ou s'attachaient jusqu'à trois focs. 

## Mode de pêche

### Mode de pèche au hareng
Les herring buss ont navigué en flottille de 400 à 500 navires vers les lieux de pêche du Dogger Bank et des îles Shetland. Ils étaient généralement escortés par des navires de la marine néerlandaise, parce que les Anglais considéraient cette activité comme du "braconnage", dans les eaux qu’ils prétendaient être leurs. De ce fait, ils étaient enclins à arrêter des navires de pêche néerlandais sans escorte. En temps de guerre, le risque de prise de bateaux de pêche par des corsaires était également important. 
La flotte resterait en mer plusieurs semaines à la fois. La prise étant parfois ramenée à la maison par des navires spéciaux (appelés ventjagers) alors que la flotte restait toujours en mer. 
Les herring buss utilisaient de longs filets dérivants pour capturer le hareng, pendus comme des rideaux sur les chemins de passage des bancs de hareng. Les filets étaient remontés à bord la nuit, puis les équipages de dix-huit à trente hommes commençaient immédiatement lé découpage, le salage et la mise en tonneau à bord. 

### Utilisation bimodale: cargo et pêche
Il y avait trois à quatre voyages par saison (en fonction de la météo et des prises). En dehors de la saison, les herring buss étaient utilisés comme cargos, par exemple pour transporter du grain de la Baltique ou du sel du Portugal. Ce modèle commercial multimodal a rendu la grande pêcherie (comme on appelait la pêche de hareng) particulièrement rentable, car :  
- les temps d'arrêt étaient beaucoup moins longs qu'avec un usage exclusif en tant que bateau de pêche[3],
- et les missions de pêche étaient plus longues grâce au salage.

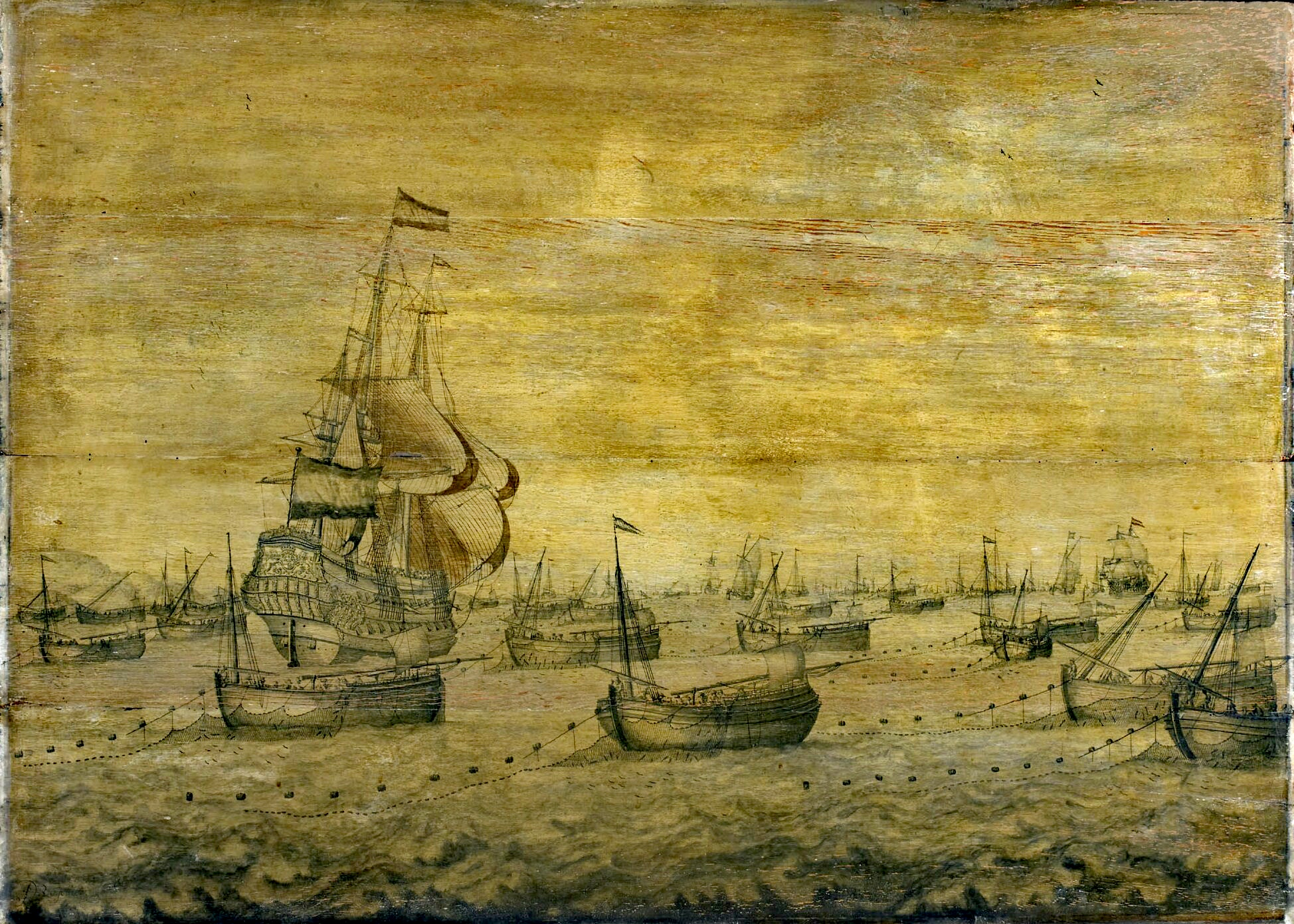
Flottille de herring buss néerlandais, vers 1700, escortée par un navire de la marine